# Скотвил (Мичиген)
Скотвил (енгл. Scottville) град је у америчкој савезној држави Мичиген. По попису становништва из 2010. у њему је живело 1.214 становника.

## Демографија
Према попису становништва из 2010. у граду је живело 1.214 становника, што је 52 (4,1%) становника мање него 2000. године.
| Група             | 2000.         | 2010.         |
| Белци             | 1.163 (91,9%) | 1.096 (90,3%) |
| Афроамериканци    | 8 (0,6%)      | 11 (0,9%)     |
| Азијати           | 2 (0,2%)      | 6 (0,5%)      |
| Хиспаноамериканци | 61 (4,8%)     | 64 (5,3%)     |
| Укупно            | 1.266         | 1.214         |